# Campionati europei di tuffi 2025 - Piattaforma 10 metri sincro misti
La gara dalla piattaforma 10 metri sincro maschile ai campionati europei di tuffi 2025 si è svolta il 26 maggio 2025 presso la Gloria Sports Arena di Antalya. Hanno preso parte alla competizione sei squadre nazionali

## Risultati
| Pos. | Atleti                                                    | Squadra       | Punti  |
| ---- | --------------------------------------------------------- | ------------- | ------ |
|      | Kirill Boliukh Kseniia Bailo                              | Ucraina       | 308,34 |
|      | Riccardo Giovannini Sarah Jodoin di Maria                 | Italia        | 298,74 |
|      | Luis Carlo Avila Sanchez Pauline Alexandra Pfeif          | Germania      | 297,00 |
| 4    | Carlos Camacho del Hoyo Valeria Angelina Antolino Pacheco | Spagna        | 290.58 |
| 5    | Robert Lukaszewicz Maria Lukaszewicz                      | Polonia       | 285.78 |
| 6    | Robbie Wood Hannah Newbrook                               | Gran Bretagna | 257.40 |